# GIFT (関ジャニ∞のシングル)
『GIFT』（ギフト）は、関ジャニ∞のシングルシリーズ。『GIFT〜白〜』（ギフト しろ）『GIFT〜赤〜』（ギフト あか）『GIFT〜緑〜』（ギフト みどり）のタイトルでそれぞれ2009年12月23日・12月24日・12月25日にインペリアルレコードから11枚目・12枚目・13枚目のシングルとして発売された。

## 概要
- 前作『急☆上☆Show!!』から約1か月ぶりのリリース。自身のデビュー以降、最も短い間隔での発売となった。
- CDは、3枚共に完全生産限定盤の1形態のみで発売。
- 3日連続でのCD発売は日本音楽史上初である[8]。
- 価格はグループ名にちなんだ888円（税込）となっており、これに対しメンバーの村上信五は「CDは5年間応援してくれてる、ファンの皆さんへのプレゼントというのが一番のテーマなんで、888円という数字にもこだわりました」とコメントした[8]。
- CDの盤面デザインは3枚全てメンバーの安田章大が担当している[9]。
- CDのジャケット写真は、メンバーの大倉忠義と安田が中心となって、メンバー全員で作成しており、3枚の裏面のジャケット写真を並べると、1つに繋がるデザインとなっている[9]。
  - 同ジャケット写真は、発売日初日となる23日まで、ウェブやポスター、テレビ、店頭等で公開されず、暫定的にデザインされた「NOW PRINTING」ジャケットが公開されていた[10]。
  - 同施策の理由について、「本3作は関ジャニ∞からのクリスマスプレゼントであり、プレゼントを店頭で初めて目にして頂きたいため」とした[10]。
- 歌詞ブックレット内には、メンバーからの手書きのコメントや撮影現場でメンバー同士が撮り合ったオフショットが掲載されている[9]。
- 最初は同年12月23日に3枚同時リリースする予定だった。
- 本3作は、2024年現在、一度も再発売されていない。
- 2024年1月1日、デビュー20周年を記念し、過去にリリースされた全楽曲が各種音楽ダウンロードサービス、サブスクリプションサービスで配信されることに伴い、シングル自体の配信はないものの、3作の収録曲は全て1stベストアルバム『8EST』に収録されているため、『8EST』の収録曲として3作に収録された全7曲の配信が開始された[11][12][13]。

## 販売形態
GIFT〜白〜
- 発売日：2009年12月23日
  - 完全生産限定盤（TECI-813：CD）

GIFT〜赤〜
- 発売日：2009年12月24日
  - 完全生産限定盤（TECI-814：CD）

GIFT〜緑〜
- 発売日：2009年12月25日
  - 完全生産限定盤（TECI-815：CD）

## チャート成績
※以下、『GIFT〜白〜』を『白』、『GIFT〜赤〜』を『赤』、『GIFT〜緑〜』を『緑』と記述。

### シングルチャート順位
- オリコンチャート
  - 『白』が初週116,814枚、『赤』が初週114,402枚、『緑』が初週114,001枚を売り上げ、2010年1月4日付の「オリコン週間 CDシングルランキング」でそれぞれ週間1位・2位・3位を獲得。同ランキングの上位3位を自身の作品だけで独占した[1][2][14]。
    - 同ランキングでの同一アーティストによる上位3位の独占は史上初の快挙となった[1][14]。
    - 『白』で7作連続、通算8作目のシングル1位獲得となったが、『赤』『緑』がそれぞれ週間2位・3位となった為、シングル連続1位獲得記録は本作で途切れた。

  - 『白』が累計116,814枚、『赤』が累計114,402枚、『緑』が累計114,001枚を売り上げ、2009年12月度「オリコン月間 CDシングルランキング」でそれぞれ月間2位・3位・4位を獲得した[3]。
  - 『緑』が累計136,508枚、『白』が累計136,003枚、『赤』が累計133,978枚を売り上げ、2010年度「オリコン上半期 CDシングルランキング」でそれぞれ上半期18位・19位・20位を獲得した[4]。
  - 『緑』が累計136,508枚、『白』が累計136,003枚、『赤』が累計133,978枚を売り上げ、2010年度「オリコン年間 CDシングルランキング」で年間43位・44位・46位を獲得した[5][注 1]。
- Billboard JAPAN
  - 2009年12月30日公開の「Billboard Japan Top Singles Sales」で『白』『赤』『緑』がそれぞれ週間1位・2位・3位を獲得した[6]。
  - 2009年度「Billboard Japan Top Singles Sales Year End」で『白』『緑』『赤』がそれぞれ年間26位・27位・28位を獲得した[7]。

### 各曲チャート順位
- Billboard JAPAN
  - 2009年12月30日公開の「Billboard Japan Hot 100」で『白』収録の「冬恋」が週間1位、『赤』収録の「I wish」が週間2位を獲得した[15]。

## 収録曲

### GIFT〜白〜
1. 冬恋 - [4:52]
作詞・作曲：田中秀典
編曲：釣俊輔
2. 君の歌をうたう - [3:56]
作詞・作曲：TAKESHI
編曲：久米康隆、TAKESHI

### GIFT〜赤〜
1. I wish - [5:34]
作詞・作曲：サイトウヨシヒロ
編曲：古川貴浩
2. マイナス100度の恋 - [4:29]
作詞・作曲：コダマックス
編曲：大西省吾、コダマックス

### GIFT〜緑〜
1. 雪をください - [4:49]
作詞：nojo
作曲：nojo、工藤勝洋
編曲：大西省吾
2. One day in winter - [4:28]
作詞：M.com
作曲：日暮和広
編曲：高橋浩一郎
メンバーの丸山隆平が「M.com」名義で制作した楽曲。
3. Snow White - [4:42]
作詞・作曲：錦戸亮、安田章大
編曲：葉山拓亮
メンバーの錦戸亮と安田章大が制作した楽曲。

## メンバー作
※全て『GIFT〜緑〜』収録。
- 丸山隆平
  - 「One day in winter」（作詞）[注 2]
- 錦戸亮
  - 「Snow White」（作詞・作曲）
- 安田章大
  - 「Snow White」（作詞・作曲）

## 収録作品

### アルバム
全収録曲
- 1stベストアルバム『8EST』（通常盤）

Snow White
- 2ndベストアルバム『GR8EST』（201∞限定盤 特典CD）

※メドレーの1曲として収録。

### 映像作品

#### ライブ映像
冬恋
- 6thライブDVD『COUNTDOWN LIVE 2009-2010 in 京セラドーム大阪』

君の歌をうたう
- 6thライブDVD『COUNTDOWN LIVE 2009-2010 in 京セラドーム大阪』
- 7thライブDVD/Blu-ray『KANJANI∞ LIVE TOUR 2010→2011 8UPPERS』
- 8thライブDVD/Blu-ray『KANJANI∞ 五大ドームTOUR EIGHT×EIGHTER おもんなかったらドームすいません』（初回限定盤 特典DVD）
- 12thライブDVD/Blu-ray『関ジャニズム LIVE TOUR 2014≫2015』（初回限定盤 特典DVD）
- 20thライブDVD/Blu-ray『KANJANI'S Re:LIVE 8BEAT』

I wish
- 22ndライブBlu-ray/DVD『KANJANI∞ DOME LIVE 18祭』（初回限定盤A 特典Blu-ray/DVD）

マイナス100度の恋
- 6thライブDVD『COUNTDOWN LIVE 2009-2010 in 京セラドーム大阪』

雪をください
- 6thライブDVD『COUNTDOWN LIVE 2009-2010 in 京セラドーム大阪』
- 7thライブDVD/Blu-ray『KANJANI∞ LIVE TOUR 2010→2011 8UPPERS』
- 8thライブDVD/Blu-ray『KANJANI∞ 五大ドームTOUR EIGHT×EIGHTER おもんなかったらドームすいません』（初回限定盤 特典DVD）
- 22ndライブBlu-ray/DVD『KANJANI∞ DOME LIVE 18祭』（初回限定盤A 特典Blu-ray/DVD）

Snow White
- 6thライブDVD『COUNTDOWN LIVE 2009-2010 in 京セラドーム大阪』
- 7thライブDVD/Blu-ray『KANJANI∞ LIVE TOUR 2010→2011 8UPPERS』
- 1stベストアルバム『8EST』（初回限定盤A 特典DVD）
- 22ndライブBlu-ray/DVD『KANJANI∞ DOME LIVE 18祭』